# Saint-Front-d'Alemps
Saint-Front-d'Alemps é uma comuna francesa na região administrativa da Nova Aquitânia, no departamento Dordonha. Estende-se por uma área de 19 km². Em 2010 a comuna tinha 264 habitantes (densidade: 13,9 hab./km²).